# Ottavio Jemma
Ottavio Jemma (Salerno, 1º gennaio 1925 – Roma, 25 dicembre 2015) è stato uno sceneggiatore e scrittore italiano.

## Biografia
Nel 1950-1951 Ottavio Jemma è stato segretario dell'Istituto di studi cinematografici della università internazionale "Pro Deo" (oggi LUISS), assistente di Nino Ghelli alla cattedra di storia ed estetica del cinema, assistente personale del Rettore Magnifico, padre Félix Morlion, presso la stessa università e critico cinematografico del settimanale L'ora dell'azione.
Nel 1951 è stato assistente alla regia di Luciano Emmer per il film Le ragazze di piazza di Spagna, e dello stesso Luciano Emmer per il lungometraggio documentario Eroi dell'Artide, sulla spedizione al polo Nord di Maner Lualdi. Nel 1952 è stato assistente all'organizzazione generale per il film Canzoni di mezzo secolo, prodotto da Carlo Infascelli per la regia di Domenico Paolella (campione d'incasso dell'anno).
Dal 1955 al 1960 ha diretto con Renato Ghiotto il periodico Cronache del cinema e della televisione e ha tenuto per alcuni mesi alla radio una rubrica di recensioni cinematografiche.
Nel 1960 ha fatto parte della Commissione di selezione dei film per la Mostra d'arte cinematografica di Venezia.
Fra il 1963 e il 1965 ha diretto con Raffaele Andreassi la galleria d'arte "Il babuino", inaugurata da una personale che segnò, dopo decenni di volontario esilio, il ritorno sul mercato italiano dell'arte del maestro del Futurismo Primo Conti, e ha ospitato in seguito dipinti di Giorgio De Chirico, Sante Monachesi, Giovanni Omiccioli, Ugo Attardi, Antonio Ligabue, Paolo Guiotto, Eugenio Dragutescu, Massimo Campigli, Domenico Purificato, Aldo Turchiaro, Mario Venturelli e molti altri.
Nel 1965 ha ideato e diretto per la Rai TV il settimanale Penelope, uno dei primi rotocalchi televisivi dedicati ai problemi della donna.
Tra il 1954 e il 2005 ha scritto oltre un centinaio di storie per il cinema e per la televisione la maggior parte delle quali sono divenute film.
Sposato con Enza Sampò, ha avuto tre figli.

## Filmografia

### Film realizzati per il cinema o la televisione
- Alcide de Gasperi, coerenza di un cristiano, regia di Rodolfo Arata, Ottavio Jemma, Paolo di Valmarana (1954) - Documentario
- I ladri, regia di Lucio Fulci (1959)
- Centomila leghe nello spazio, regia di Marcello Baldi (1960) Documentario e animazione. (non accreditato)
- Luciano, via dei Cappellari, cortometraggio, regia di Gian Vittorio Baldi (1960)
- Ritratto di Pina, cortometraggio, regia di Gian Vittorio Baldi (1960)
- Le italiane e l'amore, regia di Gian Vittorio Baldi (1961), film a episodi, da un'idea di Cesare Zavattini; episodio La prova d'amore
- Lavorare da uomini, mediometraggio. Produzione e regia di Filippo Paolone (1962)
- Un marito in condominio, regia di Angelo Dorigo (1963)
- La Terra non invecchia, cortometraggio. Produzione e regia di Filippo Paolone (1963)
- La casa sull'acqua, mediometraggio sulla storia della navigazione. Produzione e regia di Filippo Paolone (1963)
- Vivere significa scegliere, mediometraggio. Produzione e regia di Filippo Paolone (1963)
- I patriarchi, regia di Marcello Baldi (1963)
- I piaceri proibiti, film ad episodi, regia di Raffaele Andreassi (1963)
- Madre ignota, conosciuto anche come Luciano (una vita bruciata), regia di Gian Vittorio Baldi (1963)
- Saul e David, regia di Marcello Baldi (1965)
- I grandi condottieri, regia di Marcello Baldi (1965)
- Giacobbe, l'uomo che lottò con Dio, regia di Marcello Baldi (1965)
- Treno di Natale, regia di Marcello Baldi (1966)
- La donna, il sesso e il superuomo, regia di Sergio Spina (1968)
- La matriarca, regia di Pasquale Festa Campanile (1968)
- In tre verso l'avventura, sceneggiato televisivo per ragazzi in 13 puntate, regia di Pino Passalacqua (1968) (Primo premio al Festival del film per ragazzi di Salerno)
- I giovedì della signora Giulia, sceneggiato televisivo in 5 puntate, regia di Paolo Nuzzi e Massimo Scaglione (1968)
- L'assoluto naturale, regia di Mauro Bolognini (1968)
- Dove vai tutta nuda?, regia di Pasquale Festa Campanile (1969)
- La donna invisibile, regia di Paolo Spinola (1969)
- Gott mit uns (Dio è con noi), regia di Giuliano Montaldo (1970)
- Con quale amore, con quanto amore, regia di Pasquale Festa Campanile (1970)
- Sacco e Vanzetti, regia di Giuliano Montaldo (1970)
- Quando le donne avevano la coda, regia di Pasquale Festa Campanile (1971)
- Il merlo maschio, regia di Pasquale Festa Campanile (1971)
- Il prete sposato, regia di Marco Vicario (1971)
- Quando le donne persero la coda, regia di Pasquale Festa Campanile (1972)
- La ritrattazione, teatro inchiesta per la RAI TV, regia di Silvio Maestranzi (1972)
- Nonostante le apparenze... e purché la nazione non lo sappia... All'onorevole piacciono le donne, regia di Lucio Fulci (1972)
- Jus primae noctis, regia di Pasquale Festa Campanile (1972)
- La calandria, regia di Pasquale Festa Campanile (1972)
- Malizia, regia di Salvatore Samperi (1972)
- Ricorda la Pueblo, teatro Inchiesta per la RAI TV, regia di Silvio Maestranzi (1973)
- La sbandata, regia di Alfredo Malfatti (1974)
- Le farò da padre, regia di Alberto Lattuada (1974)
- Peccato, regia di Salvatore Samperi (1974)
- Conviene far bene l'amore, regia di Pasquale Festa Campanile (1975)
- Scandalo, regia di Salvatore Samperi (1976)
- La presidentessa, regia di Luciano Salce (1976)
- Autostop rosso sangue, regia di Pasquale Festa Campanile (1977)
- Il corpo della ragassa, regia di Pasquale Festa Campanile (1978)
- Il lenzuolo viola, regia di Nicolas Roeg (1979)
- Gegè Bellavita, regia di Pasquale Festa Campanile (1979)
- Il ladrone, regia di Pasquale Festa Campanile (1980)
- La moglie in vacanza... l'amante in città, regia di Sergio Martino (1980)
- Qua la mano, regia di Pasquale Festa Campanile (1980)
- Tutti gli uomini del parlamento, film inchiesta, ispirato al libro di Guido Quaranta, regia di Claudio Racca (1980)
- Ricomincio da tre, regia di Massimo Troisi (1981) (non accreditato)
- Casta e pura, regia di Salvatore  Samperi (1981)
- Quando la coppia scoppia, regia di Steno (1981)
- Culo e camicia, regia di Pasquale Festa Campanile (1981)
- Manolesta, regia di Pasquale Festa Campanile (1981)
- Più bello di così si muore, regia di Pasquale Festa Campanile (1982)
- La ragazza di Trieste, regia di Pasquale Festa Campanile (1982)
- Un povero ricco, regia di Pasquale Festa Campanile (1983)
- Big Man, serie poliziesca televisiva (Canale 5), regia di Steno (1986)
- Il volpone, regia di Maurizio Ponzi (1988)
- Mortacci, regia di Sergio Citti (1989)
- Malizia 2000, regia di Salvatore  Samperi (1991)
- Pazza famiglia, (1992-1994), serie televisiva in otto puntate di un'ora, regia di Enrico Montesano (1992)
- Pazza famiglia 2, (1995-'96), serie televisiva in 12 puntate di un'ora, regia di Enrico Montesano (1995)
- Il popolo degli uccelli, regia di Rocco Cesareo (1998)
- Un prete tra noi, quinta puntata della serie televisiva in sei puntate da 90 minuti, regia di Ludovico (1998)
- Ciao professore, (1998-1999), terza puntata della serie televisiva in quattro puntate da 90 minuti, regia di E. Sancho (1998)
- Piccolo mondo antico, (1999- 2000), miniserie TV in due puntate, regia di Cinzia Torrini (1999)
- Amore a dondolo, regia di Maurizio Lucidi (2000)
- Cuore, serie TV in sei puntate. Regia di Maurizio Zaccaro (2001)
- I ragazzi della via Pál, miniserie TV in due puntate, regia di Maurizio Zaccaro (2001)
- Incompreso, film TV, regia di Enrico Oldoini (2002)
- Le ragioni del cuore, serie TV in 12 puntate, regia di Aurelio Grimaldi (2004)
- La sottile arte dell'amore - Mine Haha, regia di John Irvin (2004)
- L'educazione fisica delle fanciulle, regia di John Irvin (2005)

## Opere
- Ottavio Jemma e Paolo Nuzzi, De Sica & Zavattini. Parliamo tanto di me, Editori Riuniti, Roma, 1997.
- Ottavio Jemma, Sunset boulevard, Filema, Napoli, 2005.
- Ottavio Jemma, L'ombra di Woody, Firenze Libri, Firenze, 2008.